# Стромболска ерупција
Стромболска ерупција је релативно слаба вулканска ерупција, која је добила назив према италијанском вулкану Стромболи. Код овог вулкана се ерупција састоји од избацивања ужарене шљаке, лапила и лавичних бомби, до висина од десетина до стотина метара. Количина избаченог вулканског материјала је мала до средња. 
Пирокластични материјал има црвену боју док напушта вулкански канал, међутим, његови фрагменти на површини се брзо хладе, те он задобија тамну до црну боју. Такође, сав пирокластични материјал може знатно очврснути пре него што падне на земљу. Пирокластични материјал се таложи непосредно уз доводни вулкански канал, формирајући конус. С обзиром на релативно малу количину избаченог пирокластичног материјала, конуси су најчешћи продукти стромболских ерупција.
Лавични токови су вискознији него код хавајских ерупција, па су због тога и мање површине, али веће дебљине. Они могу бити праћени и формирањем пирокластичних стена.
Еруптивна активност вулкана из ове групе може бити дуготрајна, због тога што систем довођења магме у канал није угрожен еруптивном активношћу, па се еруптивни систем може сам допуњавати с времена на време. На пример, вулкан Парикутин је имао константну ерупцију између 1943. и 1952. године, вулкан Еребус на Антарктику има стромболску ерупцију неколико десетина година, док вулкан Стромболи има ерупцију последњих неколико хиљада година.